# خاصة (لغة)
خاصة الشيء ما لا يوجد بدون الشيء، والشيء قد يوجد بدونها؛ مثل الألف واللام، لا يوجدان بدون اسم، والاسم يوجد بدونهما، كما في زيد.